# عصفور الملك العملاق
عصفور الملك العملاق أو عصفور الملك الكوبي (الاسم العلمي: Tyrannus cubensis) (بالإنجليزية: Giant Kingbird)‏ هو نوع من الطيور يتبع جنس عصفور الملك من فصيلة عصافير الملك.